# Pseudophilautus folicola
Espèce
Synonymes
- Philautus folicola Manamendra-Arachchi & Pethiyagoda, 2005

Statut de conservation UICN

 EN B1ab(iii)+2ab(iii) : En danger
Pseudophilautus folicola est une espèce d'amphibiens de la famille des Rhacophoridae.

## Répartition
Cette espèce est endémique du Sri Lanka. Elle se rencontre entre 60 et 660 m d'altitude,.

## Description
Pseudophilautus folicola mesure de 24 à 27 mm pour les mâles et de 26 à 29 mm pour les femelles. Son dos est brun foncé avec une fine ligne dorsale de couleur jaune. Son ventre est blanc avec des taches brunes.

## Étymologie
Son nom d'espèce, du latin folio, « feuille », et cola, « habitant »,  lui a été donné en référence au fait que les mâles appelant se cachent souvent sous les feuilles sèches.

## Publication originale
- Manamendra-Arachchi & Pethiyagoda, 2005 : The Sri Lankan shrub-frogs of the genus Philautus Gistel, 1848 (Ranidae: Rhacophorinae), with description of 27 new species. The Raffles Bulletin of Zoology, Supplement Series, no 12, p. 163-303 (texte intégral).